# Синоп
Синоп (тур. Sinop) је град у Турској у вилајету Синоп. Према процени из 2012. у граду је живео 38.571 становник.

## Становништво
| 2012.  |
| ------ |
| 38.571 |

## Партнерски градови
- Mosjøen